# Cuscuta europaea
Cuscuta europaea là một loài thực vật có hoa trong họ Bìm bìm. Loài này được L. mô tả khoa học đầu tiên năm 1753.

## Hình ảnh

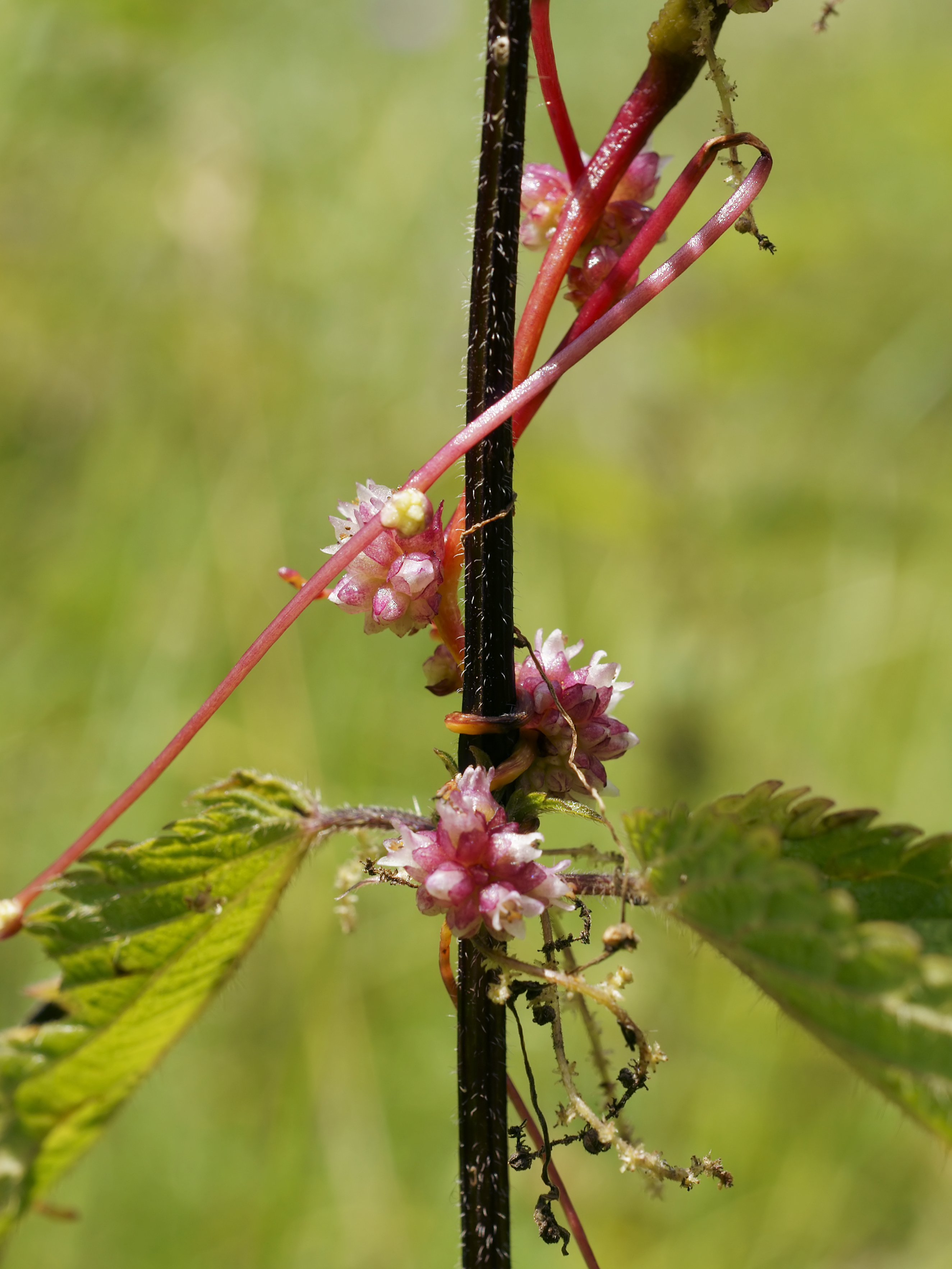
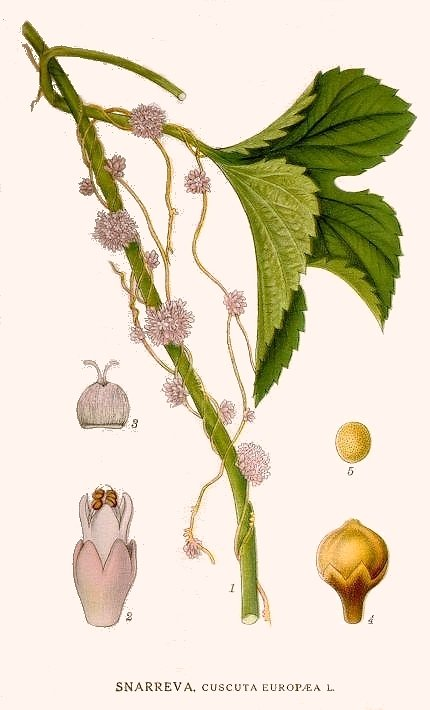
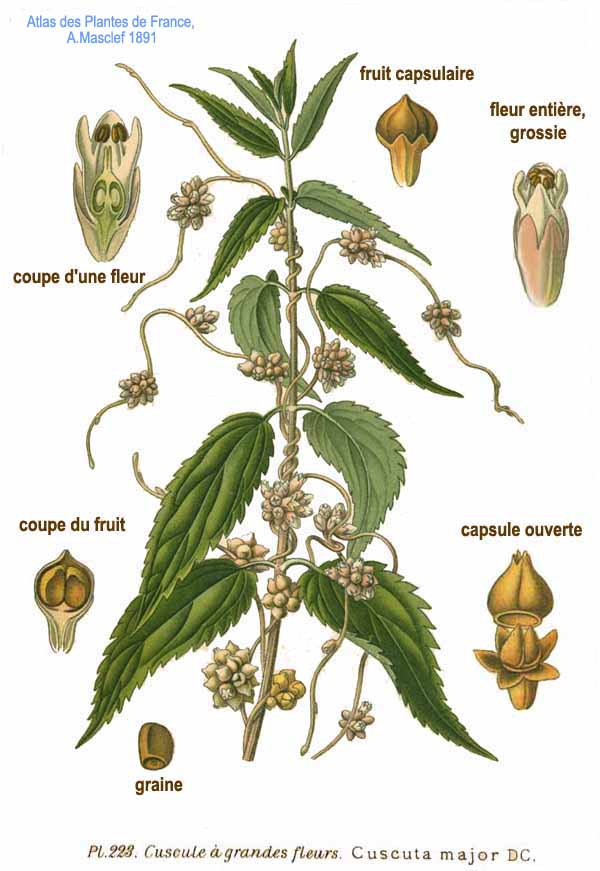
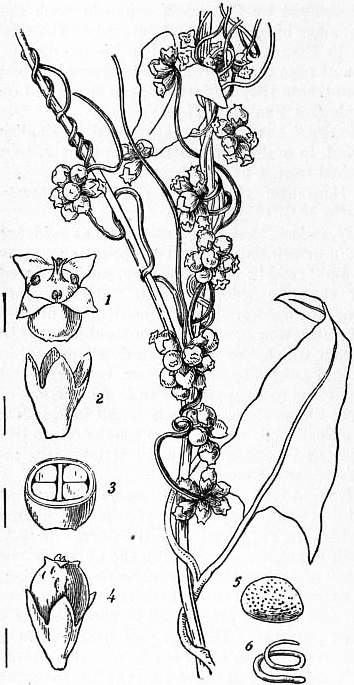